# 중항인
중항 인(中行 寅, ? ~ ?)은 중국 춘추 시대 진(晉)나라의 정치가로, 씨는 순(荀) 혹은 중항(中行)이라 순인(荀寅)이라고도 하며, 시호는 문(文)으로 중항문자(中行文子)다. 중항목자의 아들이다. 진나라 6경 간의 권력 투쟁에서 패배하고 제나라로 망명해, 중항씨는 몰락했다.

## 행적
기원전 513년, 조앙과 함께 형정을 만들고, 범길역이 만든 형법을 새겼다.
기원전 506년, 초나라의 횡포를 견디다 못한 채 소후의 호소를 받은 주나라의 명령으로 진나라, 송나라, 채나라, 위나라, 진나라, 정나라, 허나라, 조나라, 거(莒)나라, 주(邾)나라, 돈(頓)나라, 호(胡)나라, 등나라, 설(薛)나라, 기(紀)나라, 소주나라, 제나라가 주나라의 유문공과 회합하여 함께 초나라를 치기로 작정했다. 그런데 순인은 채나라에 뇌물을 요구했다 거절당했으므로, 원수 범앙에게 초나라를 정벌하는 것이 불리하다고 설득하여 정벌을 없던 일로 만드는 데 기여했다.
기원전 502년, 제나라에서 노나라를 치자, 사앙과 함께 노나라를 구하러 갔다.
기원전 497년, 조앙이 조오를 죽여, 조오의 아들 조직과 가신 섭빈(涉濱)이 모반했다. 순인은 조오가 자신의 생질이므로, 인척으로 친근한 범길역과 함께 가을 7월에 조앙을 쳐 진양(晉陽)으로 몰아냈다. 그러나 순인과 사이가 나쁜 한불신, 범길역과 사이가 나쁜 위만다, 범고이, 또 양영보(梁嬰父)를 경(卿)으로 만들려는(조씨, 한씨, 위씨, 중항씨, 지씨, 범씨가 진나라 6경 자리를 하나씩 꿰차고 있었으므로, 새로 경을 임명하려면 한 집안을 경에서 몰아내야 했다. 진 여공도 3극을 주살하여 공석을 만들고서 측근을 경에 임명했다.) 지력이 함께 손을 잡았다. 지력은 진나라 임금에게 진언하여 순언과 범길역을 처벌하기를 청했고, 11월에 지력, 한불신, 위만다가 임금을 받들고 범씨와 중항씨를 쳤으나 이기지 못했다. 이에 순인과 범길역은 임금을 쳐 빼앗으려 했다. 순인에게 망명 와 있는 고강이 반대했으나 둘은 듣지 않고 임금을 쳤고, 그 결과 나라 사람들이 임금 편에 서 순인과 범길역을 치니 둘은 조가로 도망했다. 이후 진나라를 미워하는 열국들이 조금씩 범씨와 중항씨를 도와 항전을 계속할 수 있었다.
기원전 492년 10월, 조앙이 조가를 포위하자 순인은 포위망을 공격하며 빠져 나와 한단으로 도망했다. 기원전 491년 9월, 조앙이 한단을 포위했고, 11월에는 한단이 함락되었다. 순인은 선우로 달아났고, 제나라의 현시가 선우와 회합하여 순인은 백인으로 옮겼다. 기원전 490년 봄, 진나라는 백인을 포위했고, 순인은 범길역과 함께 제나라로 달아났다.
기원전 468년, 순요가 정나라를 치자, 진항이 정나라를 구원해 순요를 물러나게 했다. 이때 진항에게 진나라의 협박을 전했으나, 진항이 위축되지 않는 것을 보고 자신이 망명한 까닭을 찾았다.
| 전 임 중항목자 | 진나라의 중항씨 종주 기원전 519년 ~ 기원전 490년 | 후 임 (멸망) |